# سائوبر سی۱۵
سائوبر سی۱۵ (انگلیسی: Sauber C15) خودرویی فرمول یک بود که تیم سائوبر در فصل ۱۹۹۶ فرمول یک با آن رقابت کرد. رانندگی آن توسط هاینز-هارالد فرنتزن، که در سومین فصل حضورش در این تیم بود، و جانی هربرت، که از بنتون نقل مکان کرد انجام شد. این خودرو در پایان با سائوبر سی۱۶ جایگزین شد.